# Xylotrechus brixi
Xylotrechus brixi là một loài bọ cánh cứng trong họ Cerambycidae.